# Wattie Buchan
 (janvier 2017).
Si vous disposez d'ouvrages ou d'articles de référence ou si vous connaissez des sites web de qualité traitant du thème abordé ici, merci de compléter l'article en donnant les références utiles à sa vérifiabilité et en les liant à la section « Notes et références ».
Walter « Wattie » Buchan est un chanteur écossais né le 24 juillet 1957 à Édimbourg, connu pour être le leader du groupe de punk The Exploited.

## Biographie

### Vie personnelle
Buchan est né à Édimbourg, en Écosse, le 24 juillet 1957,. Il a servi dans l'armée britannique en tant que soldat avant de rejoindre The Exploited. Il s'est intéressé au punk rock dans les années 1970 après avoir entendu de la musique de groupes tels que les Sex Pistols. Buchan est marié à Gena Buchan. 

### Carrière
The Exploited est un groupe de punk rock écossais issu de la deuxième vague de punk britannique, formé en 1978. À l'origine, il joue des styles tels que le street punk et oi!, l puis crossover thrash plus tard. Formés à Edimbourg par le frère aîné de Wattie, Terry, ils ont signé à Secret Records en mars 1981 et ont sorti leur premier EP Army Lif . L'album Punks Not Dead a suivi la même année. Malgré de nombreux changements de line-up, le groupe a continué dans les années 2000 et a continué en étant connu mondialement. En 2012, le groupe a commencé à écrire des morceaux pour un nouvel album.

### Santé
En février 2014, Buchan a subi une crise cardiaque sur scène à Lisbonne, au Portugal. The Exploited avait tourné avec Hatebreed et Napalm Death. Il a été admis à l'hôpital S. José à Lisbonne après le spectacle et plus tard déplacé à l'hôpital S. Marta pour récupérer et subir une chirurgie cardiaque. The Exploited a annulé le reste du Tour Of Chaos 2014 en raison de l'état de Buchan. Le 29 juin 2014, la page Facebook de l'Exploited a été mise à jour sur l'état de Buchan, disant qu'après une opération cardiaque réussie, le groupe travaille de nouveaux morceaux. 
Dans une interview avec Rock Hard Magazine en mai 2016, il a déclaré qu'il avait souffert de dépression, ce qui affectait sa capacité à écrire de nouvelles paroles.

### Polémiques sur les tendances politiques de Wattie
The Exploited est mal vu par de nombreux militants antifascistes, puisqu'il aurait des tendances politiques d'extrême droite. Sont cités pour prouver ces accusations : un tatouage de Svastika sur Wattie et son amitié pour Ian Stuart, des déclarations troubles à tendances racistes (à l'égard des Pakistanais ou des Mexicains), nationalistes (sur la question des Iles Malouines) ou homophobes (à l’égard de Jello Biafra),. Le groupe nie ces accusations, et évoque plutôt son apolitisme et l'art de la provocation.